# ألفة كيميائية

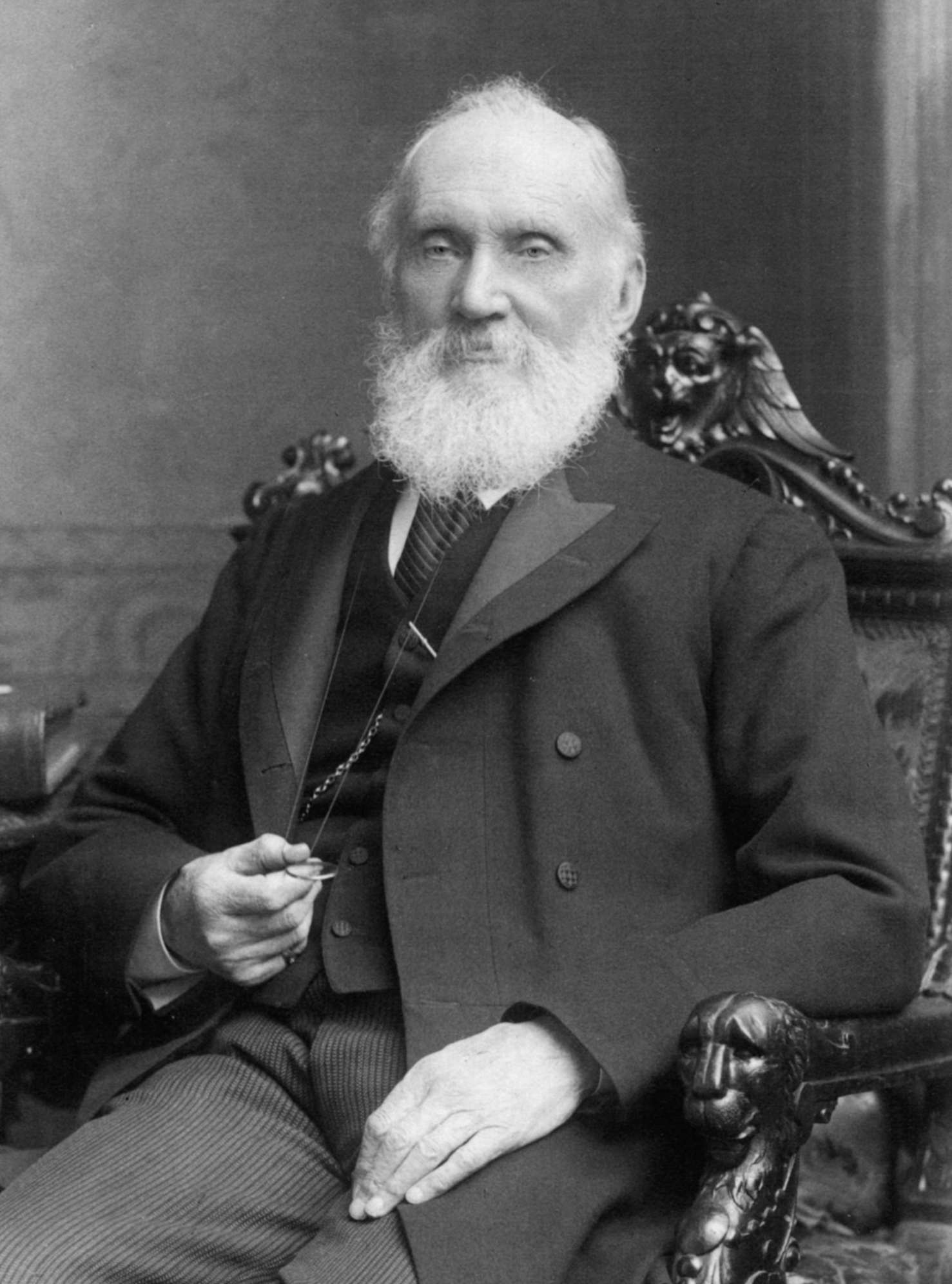

الألفة الكيميائية  تنتج من خواص إلكترونية تستطيع المواد غير المتشابهه من خلالها على تكوين مركبات كيميائية.
كان يعتقد في الماضي أن المواد تتفاعل مع بعضها البعض بسبب نوع من القرابة بينها وأن تلك القرابة هي الدافع لحدوث تفاعل كيميائي، أي ألفة أيونات أو ذرات على تكوين روابط تساهمية (ألفة تفاعل). فإذا «تنافس» أيونين مختلفين على الارتباط بذرة أكسجين فيسمى ذلك ألفة للأكسجين. أما إذا كانت الرابطة معتمدة على قوة التجاذب الكهربائي، وهو ارتباط ضعيف، فيسمى ذلك «ألفة ترابط».
وطبقا للمؤرخ الكيميائي «هنري لايسيستر» أن الكتاب الشهير ل«جربرت لويس» و«ميرل راندال» بعنوان «الثرموديناميكا والطاقة الحرة للتفاعلات الكيميائية» قد أدى إلى استبدال كلمة «ألفة كيميائية» بمصطلح الطاقة الحرة في معظم البلاد المتحدثة بالإنجليزية.
ويستخدم التحليل اللوني التآلفي هذا النوع من التآثر بين العناصر المترابطة بغرض تنقية المادة. في تلك الطريقة يربط غالبا جزيئ شبه مستقر بحامل ويعمل الحامل على منع ارتباط جزيئ آخر (مثل بروتين) له ألفة كبيرة للجزيئ المحمول، ويحافظ بذلك على نقاوته.

## أقوال عن الألفة الكيميائية
تنسب الألفة الكيميائية إلى ظاهرة ميول بعض الذرات والجزيئات لتكوين رابطات بينها. وذكر الطبيب " جورج كاري " في كتابه تحت عنوان " كيمياء حياة الإنسان" الذي أصدره عام 1919 بأن" الصحة تعتمد على قدر معين من فوسفات الحديد
Fe3(PO4)2
في الدم نظرا لأن هذه الجزيئات لها ألفة كيميائية للأكسجين وتنقله إلى جميع الأعضاء."
كما يلخص إيليا بريغوجين العالم الكيميائي الذي حصل على جائزة نوبل عام 1977 مفهوم الألفة الكيميائية، قائلا:
| ألفة كيميائية | جميع التفاعلات الكيميائية توجه الحالة إلى توازن كيميائي تختفي عندها "الألفة الكيميائية" للتفاعل . | ألفة كيميائية |

## في الثرموديناميكا
التعريف الحالي طبقا لهيئة IUPAC تقول أن الألفة الكيميائية A هي المشتقة الجزئية السالبة لطاقة جيبس الحرة G بالنسبة إلى تقدم تفاعل ξ عند ضغط ثابت ودرجة حرارة ثابتة.

أي أن:
{\displaystyle A=-\left({\frac {\partial G}{\partial \xi }}\right)_{P,T}}
ومعنى ذلك أن الألفة الكيميائية تكون موجبة الإشارة عندما يتم التفاعل تلقائيا.
في عام 1923 اشتق عالم الرياضيات البلجيكي «ثيوفيل دي دوندر» علاقة بين الألفة وطاقة غيبس الحرة لتفاعل كيميائي. ومن خلال عدة مشتقات أستطاع «دي دوندر» بيان أنه إذا اعتبرنا مخلوطا من مواد كيميائية مع احتمال قيام تفاعل فيمكن إثبات صحة انطباق العلاقة التالية عليها:
{\displaystyle A=-\Delta _{r}G\,}
ثم قام «إليا بريجوجين» و«ديفاي» عام 1954 بتعريف الألفة الكيميائية بعلاقتها بالحرارة Q' الغير مستهلكة لتفاعل وتقدم تفاعل ξ ، بأنها حاصل قسمة تغيرهما الصغري:
{\displaystyle A={\frac {dQ'}{d\xi }}.\,}
هذا تعريف مفيد من وجهة تقييم عوامل مؤثرة على حالة التوازن في نظام (حيث تكون A = 0 )، وعند تغير حالة نظام إلى اللاتوازن (حيث تكون A ≠ 0).

## الألفة الكيميائية وتفاضل الإنثالبي الحر في نظام كيميائي
معادلة الإنتالبي الحر هي دالة حالة ويكون تفاضلها تفاضل كامل أي أنه يتكون من مجموع مشتقات جزئية بالنسبة إلى كل متغير مستقل:
{\displaystyle G=f(T,p,n_{i})~}
المتغيرات المستقلة في تلك المعادلة لنظام هي T درجة الحرارة والضغط p وعدد الجسيمات n_i .
{\displaystyle dG=\left({\frac {\partial G}{\partial T}}\right)_{p,n_{i}}dT+\left({\frac {\partial G}{\partial p}}\right)_{T,n_{i}}dp+\sum _{i}\left({\frac {\partial G}{\partial n_{i}}}\right)_{T,p,n_{j}}dn_{i}~}
تعبر المعادلة {\displaystyle \left({\frac {\partial G}{\partial n_{i}}}\right)_{T,p,n_{j}}=\mu _{i}~}، عن الكمون الكيميائي للعنصر i ونحصل على:
{\displaystyle dG=\left({\frac {\partial G}{\partial T}}\right)_{p,n_{i}}dT+\left({\frac {\partial G}{\partial p}}\right)_{T,n_{i}}dp+\sum _{i}\mu _{i}dn_{i}~}
ومنها (قارن طاقة غيبس الحرة):
{\displaystyle dG=-SdT+Vdp+\sum _{i}\mu _{i}dn_{i}~}
حيث S الإنتروبيا و:
{\displaystyle dn_{i}=\nu _{i}d\xi ~} (انظر توازن كيميائي).
ويمكن صياغة dG على الصورة:
{\displaystyle dG=-SdT+Vdp+\sum _{i}\mu _{i}\nu _{i}d\xi ~}
وحيث تكون كل من درجة الحرارة T والضغط p ثابتين، ونحصل على المعادلة:
{\displaystyle \sum _{i}\mu _{i}\nu _{i}=\left({\frac {\partial G}{\partial \xi }}\right)_{T,p}~}
وتعرف الألفة الكيميائية بواسطة المعادلة:
{\displaystyle A=-\left({\frac {\partial G}{\partial \xi }}\right)_{p,T}=-\sum _{i}\mu _{i}\nu _{i}~}
وهي تدخل بالطبع في التفاضل الترموديناميكي التالي:
{\displaystyle dG=-SdT+Vdp-Ad\xi ~}
وكذلك يمكن التعبير عنها في المعادلات الترموديناميكية الأخرى:
{\displaystyle dF=-SdT-pdV-Ad\xi ~}
{\displaystyle dH=TdS+Vdp-Ad\xi ~}
{\displaystyle dU=TdS-pdV-Ad\xi ~}
ومنها يمكن استنتاج الألفة الكيميائية:
{\displaystyle A=-\left({\frac {\partial H}{\partial \xi }}\right)_{p,S}=-\left({\frac {\partial U}{\partial \xi }}\right)_{V,S}=-\left({\frac {\partial F}{\partial \xi }}\right)_{V,T}~}
ويكثر استخدام العادلة الأولى، حيث:
- {\displaystyle G~} الإنثالبي الحر.
- {\displaystyle F~} الطاقة الحرة.
- {\displaystyle H~} الإنثالبي.
- {\displaystyle U~} الطاقة الداخلية.
- {\displaystyle S~} الإنتروبيا.
- {\displaystyle V~} الحجم.
- {\displaystyle p~} الضغط.
- {\displaystyle \xi ~} تقدم تفاعل
- {\displaystyle n_{i}~} كمية المادة من النوع i
- {\displaystyle \nu _{i}~} معامل حساب العناصر المتفاعلة للمادة i

الألفة الكيميائية هي أحد الخواص المكثفة وتقترن بالخاصية الشمولية «تقدم تفاعل» التي تعرف من خلال توازن كيميائي.

## ألفة الصباغ
الألفة (بالإنجليزية: Affinity)‏ أو الجاذبية الكيميائية هي ميل عنصرين أو مادتين للإتحاد أو الارتباط مثل الأصبغة مع الألياف.
عند استخدام توازنات الصباغة فإننا نستخدم مفهوم الكمون الكيميائي. ويعرّف الكمون الكيميائي بتغير في الطاقة الحرة للنظام والذي يحدث عند وجود تغيرات في التركيب لكمية وحدة مولية للمادة، وبحيث تبقى كل المتغيرات مثل الحرارة والضغط وكميات المواد الأخرى ثابتة. وهي شبيهة بدرجة الحرارة (تحدد اتجاه ومعدل انتقال الحرارة) أو الكمون الكهربائي (تحدد واتجاه وحجم الشحنة المنتقلة).
يحدث التحول عند ضغط ودرجة حرارة ثابتين بحيث تتحول المادة من حالة أعلى إلى حالة أدنى في الكمون الكيميائي حتى يحدث التوازن.
لنناقش حالة الصباغة، فإذا كان الكمون الكيميائي للصباغ في المحلول أعلى منه في الليف عندها سينتقل الصباغ إلى الليف وشيئا فشيئا ستنخفض قيمة الكمون الكيميائي في المحلول وتزداد في الليف حتى حدوث التوازن ويكون الكمون الكيميائي في المحلول والليف متساوٍ. وهو يعطى بالمعادلات التالية:
{\displaystyle \eta _{s}=\eta _{s}^{0}+RT.ln(\alpha _{s})}
{\displaystyle \eta _{f}=\eta _{f}^{0}+RT.ln(\alpha _{f})}
حيث
{\displaystyle \eta _{s},\eta _{f}} الكمون الكيميائي للصباغ في المحلول وفي الليف.
{\displaystyle \alpha _{s},\alpha _{f}} التراكيز الفعالة للصباغ في المحلول وفي الليف.
{\displaystyle \eta _{s}^{0},\eta _{f}^{0}} الكمون الكيميائي القياسي للصباغ في حالته القياسية في المحلول وفي الليف.
R ثابت الغازات العام.
T درجة الحرارة المطلقة.

## اقرأ أيضا
| - ترموديناميكا كيميائية - ديناميكا حرارية - مبرهنة التوزع المتساوي - سعة حرارية - قابلية انضغاط - إنتروبيا - إنتروبيا وسهم الزمن - قانون الغازات المثالية - حركة حرارية | - كيمياء - تفاعل كيميائي - تكافؤ - سالبية كهربية - رابطة كيميائية - تقدم تفاعل - فاعلية كيميائية |  |